# Stictoptera poiensis
Stictoptera poiensis är en fjärilsart som beskrevs av Louis Beethoven Prout 1926. Stictoptera poiensis ingår i släktet Stictoptera och familjen nattflyn. Inga underarter finns listade i Catalogue of Life.